# Franz Kindscher
Franz Kindscher (* 29. Januar 1824 in Dessau; † 6. Februar 1905 in Zerbst) war ein deutscher Lehrer, Archivar und Historiker.

## Leben und Wirken
Nach dem Studium in Leipzig und Berlin wurde Kindscher Lehrer. Er wirkte in Wörlitz, Dessau und ab 1849 in Zerbst. Zunächst machte er altphilologische Studien; danach beschäftigte sich Kindscher zunehmend mit der Vergangenheit der Stadt Zerbst, weshalb er 1876 in den staatlichen Archivdienst wechselte. Ab 1886 leitete er das Herzogliche Haus- und Staatsarchiv. Kindscher engagierte sich im Verein für Anhaltische Geschichte und Altertumskunde, von 1890 bis 1901 als Vorsitzender. Neben der Ausgabe der Zerbster Ratschronik (von ihm Peter Becker zugeschrieben) aus dem Stadtarchiv hat er vor allem Aufsätze zur Geschichte Anhalts veröffentlicht.